# Harry Potter és a Főnix Rendje (filmzene)

Daniel Radcliffe Harry Potter szerepében (2003)

J. K. Rowling Harry Potter és a Főnix Rendje című film zenéjét Nicholas Hooper, híres brit komponista szerezte. A filmzenét 2007. július 10-én tették közzé, egy nappal a film hivatalos megjelenése előtt. A filmzene hamarosan lemezen is megjelent, mely hatalmas sikert aratott ugyanis alig pár hónap leforgása alatt több mint 350 000 példányban kelt el. Hoopert is meglepte a mű sikere, erről ő a következőket nyilatkozta: „Amikor hozzákezdtem a zene kidolgozásához úgy gondoltam inkább a saját stílusomban teremtem meg, s nem próbálok John Williams alapdallamaihoz hasonlókat írni, mert lehetetlen.” (Williams az első három rész filmzenéjének szerzője volt.)
| Sorszám       | Cím (Szabad fordításban)                                                        | Hosszúság |
| ------------- | ------------------------------------------------------------------------------- | --------- |
| 1             | Fireworks (Tűzijáték)                                                           | 1:49      |
| 2             | Professor Umbridge (Umbridge professzor)                                        | 2:35      |
| 3             | Another Story (Egy másik történet)                                              | 2:41      |
| 4             | Dementors in the Underpass (Dementorok az aluljáróban)                          | 1:45      |
| 5             | Dumbledore's Army(Dumbledore Serege)                                            | 2:42      |
| 6             | Hall of Prophecy (A próféciaterem)                                              | 4:27      |
| 7             | Possession (Megszállottság)                                                     | 3:20      |
| 8             | The Room of Requirement (A Szükség Szobája)                                     | 6:09      |
| 9             | The Kiss (A csók)                                                               | 1:56      |
| 10            | A journey to Hogwarts (Utazás a Roxfortba)                                      | 2:54      |
| 11            | The Sirius Deception (A Sirius-ügy)                                             | 2:36      |
| 12            | Death of Sirius (Sirius halála)                                                 | 3:58      |
| 13            | Umbridge Spoils a Beautiful Morning ('Umbridge tönkretesz egy gyönyörű reggelt) | 2:39      |
| 14            | Darkness Takes Over (A sötétség felszínre kerül)                                | 2:58      |
| 15            | The Ministry of Magic (A Mágiaügyi Minisztérium)                                | 2:48      |
| 16            | The Sacking of Trelawney (Trelawney elbocsájtása)                               | 2:15      |
| 17            | The Flight of the Order of the Phoenix (A Főnix Rendjének repülése)             | 1:34      |
| 18            | Loved Ones and Leaving (Búcsú a szerettektől)                                   | 3:15      |
| Nem hivatalos | Divine Crusade                                                                  | 1:51      |

## Fordítás
- Ez a szócikk részben vagy egészben  a   Harry Potter and the Order of the Phoenix (soundtrack) című angol Wikipédia-szócikk fordításán alapul.  Az eredeti cikk szerkesztőit annak laptörténete sorolja fel. Ez a jelzés csupán a megfogalmazás eredetét és a szerzői jogokat jelzi, nem szolgál a cikkben szereplő információk forrásmegjelöléseként.